# Butirril-CoA deidrogenasi
La butirril-CoA deidrogenasi è un enzima appartenente alla classe delle ossidoreduttasi, che catalizza la seguente reazione:
butirril-CoA + accettore ⇄ 2-butenoil-CoA + accettore ridotto
L'enzima è una flavoproteina; forma, con un'altra flavoproteina e l'enzima flavoproteina deidrogenasi (trasferisce elettroni) (numero EC 1.5.5.1), un sistema che riduce l'ubichinone ed altri accettori.